# アルビン2 シマリス3兄弟 vs. 3姉妹
『アルビン2 シマリス3兄弟 vs. 3姉妹』（アルビン2 シマリスしまっピーズ バーサス しまペッツ、原題：Alvin and the Chipmunks: The Squeakquel）は、2010年のアメリカのコメディ映画。日本ではビデオスルーとして、2010年9月2日にDVDが発売された。

## 概要
歌って踊れるシマリスたちを描いたアメリカのテレビアニメ『アルビンとチップマンクス』の実写化の第2作目で、実写映画にCGアニメーションのアルビンたちが合成されている。1作目と同じ手法を踏襲しているがCGキャラクターのモーションがより派手になり、動きも滑らかになっている。
1作目の『アルビン/歌うシマリス3兄弟』は全米で全米興行収入ランキングで第9位（2億ドル以上）のヒット作であり、今回は前作の記録を更新した。しかし日本では原作アニメが浸透していないため、1作目が振るわず、この作品は日本では劇場公開は見送られ、DVDのみの提供となった。

## ストーリー
今や人気者のアルビンは、パリのチャリティコンサートで悪乗りしすぎてデイブに大怪我をさせてしまう。デイブが入院中、家をシマリス3兄弟たちにメチャメチャにされかねないことを理由に、ゲームおたくで引きこもり中の甥のトビーと一緒に暮らすこととなる。
アルビンたちはデイブの取り計らいでトビーが通っていた高校に通うことが許される。3匹はたちまち学校中の人気者となり、女子生徒の人気を全部かっさらってしまう。それが面白くなかった男子生徒らによってサイモンとセオドアは手荒い歓迎を受けることになるが、アルビンたちは反撃に転じ早々に問題を起こしてしまう。しまっピーズファンだった校長は、彼らに期末の音楽コンクールに出場して賞金を獲得するように推薦し三匹を励ます。
球技の才能もあったアルビンはやがて男子生徒たちの仲間として一目おかれる存在となりフットボールチームに歓迎されアルビンのテンションは上がったが、真面目なサイモンは風紀委員の真似事などを行い、ことあるごとに彼らを刺激したので、ますますいじめられるパターンにはまり、アルビンがサイモンに「いいかげんにしてくれよ」と言えば、サイモンは「コンクールを目前にあんな連中と付き合っている場合ではない」と反論し、セオドアは間にはさまれてよく眠れなくなり、3匹のチームワークが乱れ始める。
そんな状況の中で、手ごわいライバルのシマリス3姉妹のしまペッツに出会う。アルビンたちから愛想をつかされた元マネージャーのイアンはシマリス3姉妹をスカウトし、アルビンたちにシマリス3姉妹とダンスファイトでコンクールに出場する資格をかけて勝負を挑むように仕組んだ。ところが勝負の夜、フットボールの試合で手柄をあげたアルビンがフットボール部の連中と遊ぶことにうつつを抜かして勝負をすっぽかしたために、しまペッツに不戦敗してしまう。ついにアルビンはサイモンとセオドアから口もきいてもらえなくなってしまい、仲間から信頼を失うことの重大さに気づく。
一方、イアンにスカウトされたシマリス3姉妹はイアンがハリウッドももうすぐだと吹き込んだ夢に夢中となったが、イアンは長女のブリタニーばかりをひいきにしたため、面白くないジャネットとエレノアはイアンを疑うようになる。
学期末となり、音楽コンクールが開かれることとなったが、イアンはしまぺッツの評判を上げるための重要なショーに出ることを優先したために音楽コンクールに出ることを許さず、「言う事を聞かなければバーベキューにする」と脅したり、ケージに閉じ込めたりするようになってしまう。3姉妹はイアンの横暴さに嫌気がさしアルビンに助けを求めた。
アルビンは単身で3姉妹の逃走を助け、イアンが操縦する追跡用のラジコンヘリをジャックして、コンクールにぎりぎりで到着。シマッピーズとしまぺッツは対決することをやめて共演でハイライトをもりあげ、賞金を獲得することに成功する。しまペッツにも逃げられたイアンは悲惨な大恥をかいて舞台からつまみ出される。

## キャスト
役名：俳優（ソフト版吹き替え）アルビンなどのキャラクターは話し声と歌声はそれぞれ別々のキャストがしている。
- トビー - ザッカリー・リーヴァイ（東地宏樹）

- イアン・ホーク - デヴィッド・クロス（根本泰彦）

- デヴィッド・セビリア（デイブ） - ジェイソン・リー（藤原啓治）
- アルビンの声 - ジャスティン・ロング（川中子雅人）

- サイモンの声 - マシュー・グレイ・ギュブラー（成瀬誠）

- セオドアの声 - ジェシー・マッカートニー（林勇）

- ブリタニーの声 - クリスティナ・アップルゲイト（田村真紀）

- ジャネットの声 - アンナ・ファリス（本田貴子）

- エレノアの声 - エイミー・ポーラー（かないみか）

## 日本語版制作スタッフ
- 演出：中野洋志
- 翻訳：前田美由紀
- 調整：武田将仁、金秀賢
- 制作：ACクリエイト